# Gothic Knights (album)
Gothic Knights è il primo album in studio dell'omonimo gruppo musicale heavy metal statunitense, pubblicato dall'etichetta discografica Sentinel Steel Music nel 1996.

## Il disco
Il disco uscì ad un anno di distanza dal demo To Hell and Back, il quale permise al gruppo si stipulare un accordo con la Sentinel Steel per la pubblicazione di questo album d'esordio. La musica proposta dalla band si ispira al power metal di stampo europeo, che vide la sua maggiore espansione nel periodo in cui uscì questo lavoro. L'album mantiene comunque molte caratteristiche proprie delle band statunitensi degli anni ottanta, a volte presentando ritmiche vicine allo speed metal e dalle sonorità simili all'epic metal degli Omen e dei Medieval Steel, rientrando quindi nella categoria dell'US power metal. Le linee vocali del cantante Rick Sanchez si basano spesso su tonalità alte e i testi si sviluppano su elementi legati alla narrativa fantasy, come si evince ad esempio dai titoli Nightmare of the Witch (l'incubo della strega) e Darkest Knights (il cavaliere oscuro).

## Tracce
1. Creature of the Dark – 5:49 (George Tsalikis, Gothic Knights)
2. Bridge Keeper – 4:43
3. Nightmare of the Witch – 4:35
4. Heart of Sorrow – 6:14
5. The Magi – 3:26
6. Demon Eyes – 4:14
7. War in the Sky – 4:31
8. Darkest Knight – 4:25

## Formazione
- Rick Sanchez – voce
- John Tzantis – chitarra
- Mario Cosentino – basso
- Brian Dispost – batteria

### Produzione
- Gothic Knights – produzione, missaggio
- Mitch Glider - produzione, ingegneria del suono, missaggio
- Denis Gulbey - missaggio, produzione esecutiva
- Brian Hoener - mastering
- Todd Jaeger – grafica